# Joachim de Danemark
Pour les articles homonymes, voir Joachim.
Le prince Joachim de Danemark, comte de Monpezat, né Joachim Holger Waldemar Christian le 7 juin 1969 à Copenhague au Danemark, est le plus jeune fils de la reine Margrethe II et de son mari, le prince consort Henrik. Il est le frère cadet du roi Frederik X.

## Biographie

### Naissance et famille
Le prince Joachim de Danemark naît le 7 juin 1969 à Rigshospitalet au centre de Copenhague. Il est le second fils de la princesse héritière Margarethe de Danemark, future reine Margrethe II, et du prince Henrik de Danemark, né Henri de Laborde de Monpezat.

### Formation et carrière

#### Études et formation
De 1974 à 1976, il suit des cours privés au palais d'Amalienborg. De 1976 à 1982, il étudie à l'école privée Krebs School à Copenhague, comme son frère aîné. Puis il est pensionnaire pendant un an à l'École des Roches, à Verneuil-sur-Avre (France), avec son frère Frederik de 1982 à 1983. Il obtient son diplôme d'études secondaires au sein d'un lycée public de Copenhague en 1986. Il est diplômé en économie agraire en 1993.
Outre le danois, il parle couramment l'anglais, le français (la langue de son père) et l'allemand.

#### Carrière militaire et vie personnelle
Comme son frère, le prince héritier Frederik, le prince Joachim entame une carrière militaire en 1987. Il est colonel de réserve dans le régiment des dragons royaux du Jutland depuis 2015, expert spécial auprès des forces armées. Il est également protecteur de l'association des réservistes du Danemark, après son père, le prince consort Henri.
De septembre 2020 à août 2023, son épouse et lui travaillent tous deux à l'ambassade du Danemark en France pour un contrat de trois ans, lui en tant qu'attaché de défense et elle au département culturel de l’ambassade. Depuis août 2023, le prince Joachim, son épouse Marie et leurs deux plus jeunes enfants vivent à Washington DC où chacun continue à travailler pour l'ambassade du Danemark aux États-Unis.

### Famille

#### Premier mariage
Le prince Joachim épouse le 18 novembre 1995 au château de Frederiksborg, au nord de Copenhague, Alexandra Manley, une banquière née à Hong Kong le 30 juin 1964 et d'ascendance sino-autrichienne. Leur divorce est officiellement déclaré le 8 avril 2005. Leurs deux enfants portent le prédicat d'altesse puis d'excellence :
1. Nikolai William Alexander Frederik (né le 28 août 1999), comte de Monpezat ;
2. Felix Henrik Valdemar Christian (né le 22 juillet 2002), comte de Monpezat.

#### Deuxième mariage
Le 3 octobre 2007, la Cour annonce le remariage de Joachim de Danemark avec Marie Cavallier, une Française, née le 6 février 1976. Ce mariage est célébré le 24 mai 2008 dans le village de Moegeltoender (sud du Jutland). Le prince Joachim et la princesse Marie ont un fils et une fille, portant tous deux le prédicat d'altesse puis d'excellence :
1. Henrik Carl Joachim Alain (né le 4 mai 2009), comte de Monpezat. Comme le veut la tradition, son prénom a été tenu secret jusqu'au jour de son baptême le 26 juillet 2009 ;
2. Athena Marguerite Françoise Marie (née le 24 janvier 2012[3]), comtesse de Monpezat. Comme le veut la tradition, son prénom a été tenu secret jusqu'au jour de son baptême le 20 mai 2012[4].